# Джонсон, Чарльз (автор)
Капитан Ча́рльз Джо́нсон (англ. Captain Charles Johnson; ? — ?) — автор «Всеобщей истории грабежей и смертоубийств, учинённых самыми знаменитыми пиратами», изданной в Лондоне в 1724 году.

## Биография и вопрос личности
Относительно того, кем был Чарльз Джонсон на самом деле, исследователи спорят до сих пор. Доподлинно не известно, когда он родился и умер, более того: на сегодняшний день не найдено никаких архивных данных, подтверждающих существование в соответствующий период времени (первая четверть XVIII века) военного или торгового капитана по имени Чарльз Джонсон. Джонсон обычно считается псевдонимом одного из лондонских писателей-издателей.

### «Всеобщая история грабежей и смертоубийств, учинённых самыми знаменитыми пиратами»
«Всеобщая история грабежей и смертоубийств, учинённых самыми знаменитыми пиратами» придавала своим колоритным персонажам почти мифический статус, и вполне вероятно, что автор использовал значительную художественную свободу в своих отчетах о пиратах. Впервые появившись в магазине Чарльза Ривингтона в Лондоне, книга продавалась настолько хорошо, что к 1726 году появилось увеличенное четвертое издание. Английский военно-морской историк Дэвид Кордингли пишет: «Было сказано, и, кажется, нет причин сомневаться в этом, что капитан Джонсон создал современную концепцию пиратов»

### Характер автора
Хотя личность автора книги достоверно неизвестна, его стиль демонстрирует знание речи и жизни моряка. Это дает повод предполагать, что он мог быть настоящим морским капитаном, или профессиональным писателем, который хорошо разбирался в морском деле и просто использовал звучный псевдоним. Нужно заметить, что имя капитана Чарльза Джонсона совпадает с именем драматурга Чарльза Джонсона, чья пьеса «Пират-счастливчик» (или же «Успешный пират») была поставлена в 1712 году. Вслед за книгой было опубликовано множество биографий и каталогов разбойников и проституток. Эта версия предполагает, что "Чарльз Джонсон" непосредственно участвовал в растущей индустрии криминальной биографии.

### Личность автора
Среди высказываемых гипотез о том, кем же в действительности был капитан Чарльз Джонсон (капером, пиратом и т. п.), наиболее вероятной является гипотеза американского учёного Джона Роберта Мура о том, что автором «Всеобщей истории грабежей и смертоубийств, учинённых самыми знаменитыми пиратами» является всемирно известный английский писатель Даниэль Дефо, а Чарльз Джонсон — один из его творческих псевдонимов, которыми писатель и памфлетист Дефо очень часто пользовался при издании собственных произведений.
Впервые гипотеза об авторстве Дефо была выдвинута Муром в 1932 году, более подробно Мур свои выводы о принадлежности «Всеобщей истории…» Дефо изложил в работе «Дефо у позорного столба и другие исследования» (1939). Аргументация Мура основывалась на ряде фактов из биографии Даниэля Дефо. Дефо много путешествовал, занимался журналистикой, часто публиковал свои произведения под псевдонимом. Самая известная книга Дефо, Робинзон Крузо, впервые изданная в 1719 году, была выдана её автором за биографию моряка. Ещё через год вышла в свет другая книга Дефо под названием «Жизнь, приключения и пиратство знаменитого капитана Синглтона»: по замыслу Дефо, книга должна была заставить её читателя поверить в то, что это — подлинное повествование, автором которого является настоящий пират. Мур также напоминал о том, что Дефо имел большой опыт плавания на кораблях и неплохо знал морское дело, вследствие чего мог уверенно писать на морскую тему. Американским исследователем было доказано, что литературный стиль «Всеобщей истории…» Джонсона и частые отступления с рассуждениями на различные темы очень характерны именно для Дефо-писателя.
Выводы Мура о том, что автором «Всеобщей истории…» был Даниэль Дефо были признаны всеми крупнейшими историками пиратства и исследователями творческого наследия Дефо. Однако, начиная с конца 1980-х годов, авторство Дефо вновь стало оспариваться в пользу пока неизвестного капитана.